# Cikeas
Cikeas is een bestuurslaag in het regentschap Bogor van de provincie West-Java, Indonesië. Cikeas telt 10.528 inwoners (volkstelling 2010).